# Montagney-Servigney
Montagney-Servigney település Franciaországban, Doubs megyében. Lakosainak száma 123 fő (2022. január 1.). Montagney-Servigney Thieffrans, Mondon, Montussaint, Rougemont, Bouhans-lès-Montbozon, Cognières, Montbozon és Thiénans községekkel határos.

## Népesség
A település népességének változása:
| Lakosok száma | 73   | 111  | 130  | 110  | 125  | 126  | 132  | 128  | 126  | 123  |
|               | 1968 | 1982 | 1990 | 2006 | 2013 | 2015 | 2017 | 2019 | 2020 | 2022 |